# Атрощенко Павло Трофимович
Павло́ Трофи́мович Атро́щенко (роки життя невідомі) — полковник Армії Української Народної Республіки.

## Життєпис
Станом на 1 жовтня 1910 року — поручик 41-го піхотного Селенгірського полку (м. Дубно). Останнє звання у російській армії — підполковник.
Станом на 13 квітня 1919 року — помічник командира 1-го пішого Луцького полку Дієвої армії УНР. З 17 травня 1919 року — командир цього полку. З 2 червня 1919 року — помічник командира 2-го пішого Берестейського полку Дієвої армії УНР. З 22 липня по 23 серпня 1919 року — командир цього полку.
З 13 серпня 1920 року — командир 11-го Сірожупанного куреня 4-ї бригади 2-ї Волинської стрілецької дивізії Армії УНР. У 1921 році — командир 3-го збірного куреня 2-ї Волинської дивізії Армії УНР.
У 1920-х рр. жив на еміграції у Польщі. Подальша доля невідома.